# بلنددروازه

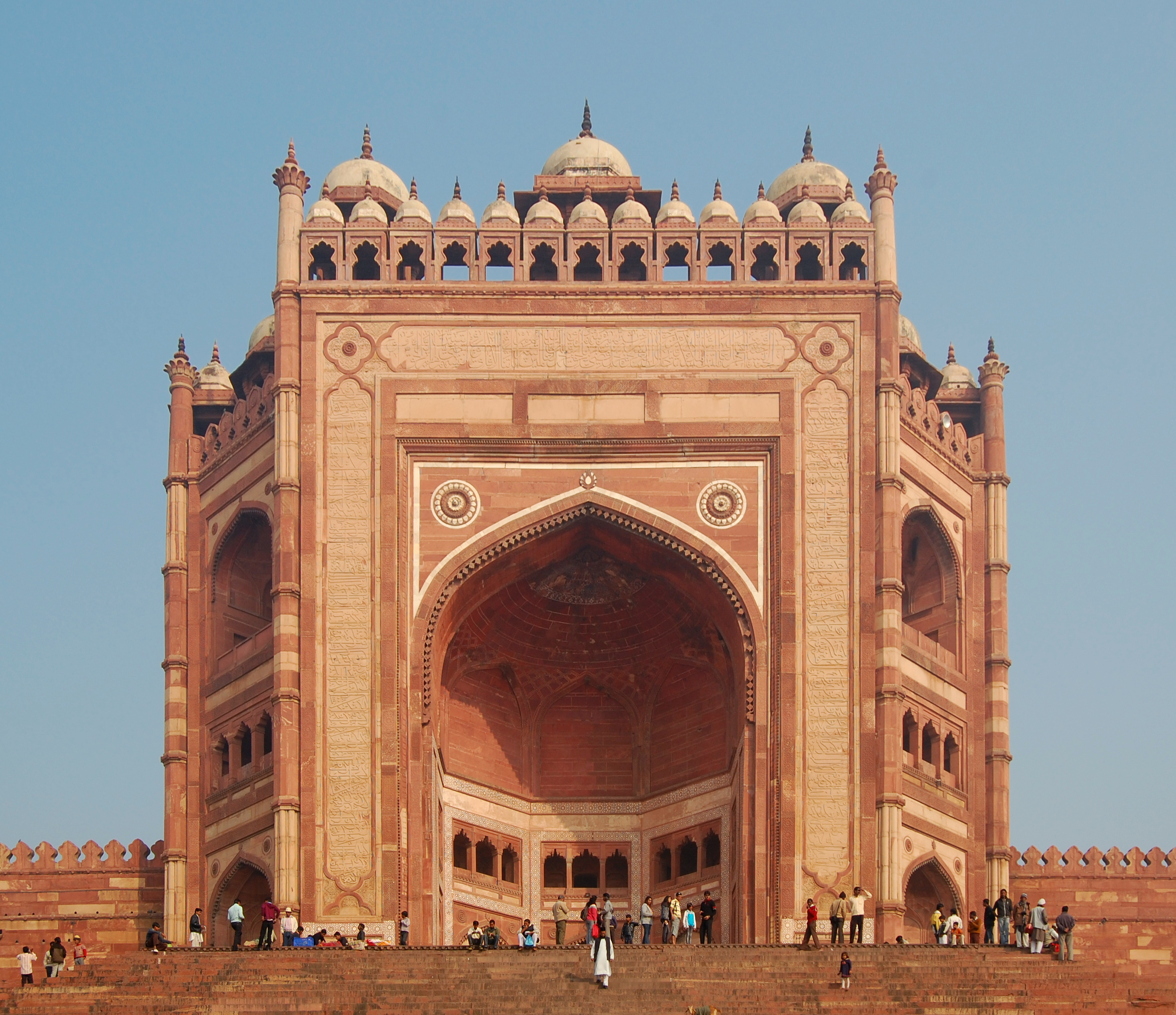
نمایی از بلند دروازه

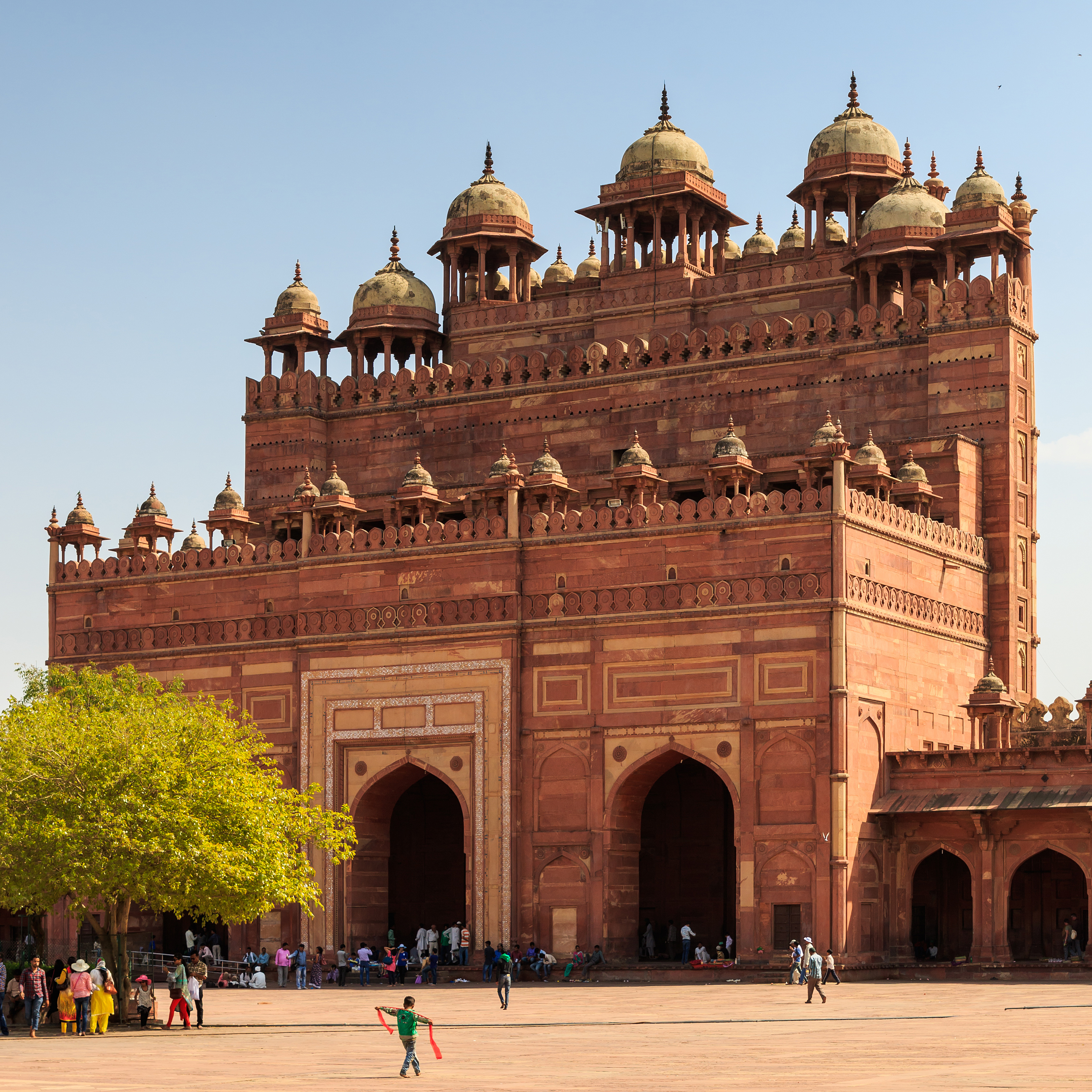
نمایی از آن سوی دیگر بلند دروازه

بلند دروازه (به هندی: बुलन्द दरवाज़ा) در سال ۱۵۷۶ میلادی، به فرمان اکبر کبیر در منطقهٔ اگرا در اوتار پرادش، هند بناشد. بلند دروازه، ورودی اصلی کاخ فاتح پور سیکری است که به مناسبت پیروزی اکبر بر حکومت مغول‌ها در گجرات، در سبک معماری گورکانی ساخته‌شد.